# Omanella barberi
Omanella barberi är en insektsart som beskrevs av Baltasar Merino 1936. Omanella barberi ingår i släktet Omanella och familjen dvärgstritar. Inga underarter finns listade i Catalogue of Life.